# Ат (денежная единица)
Ат или атт (от пали attha — «восьмая [часть]») — единица измерения массы и денежная единица нескольких государств юго-восточной Азии. Первоначально был равен 1⁄8 фуанга или 1⁄64 основной местной единицы — тикаля. В настоящее время ат — разменная денежная единица Лаоса, равная 1⁄100 кипа.

## История
В качестве одной из основных весовых и денежных единиц ат использовался в Сиаме (Таиланде), Бирме (Мьянме), Камбодже, Лаосе (в первой половине XIX века был оккупирован Сиамом) и других государствах региона. Первоначально ат — 1⁄64 тикаля (бата — в Сиаме, Лаосе, Камбодже; кьята — в Бирме). Примерно с середины XIX века в атах номинируются некоторые местные монеты и банкноты:
- в Сиаме — цинковые монеты (впервые выпущены в 1862 году, чеканились до 1905-го), а также банкноты Королевского казначейства Сиама (выпущены в 1874 году);
- в Камбодже — медные монеты (выпускались в годы правления короля Ангдуонга; 1841—1859 годы)[2][3][4].

С 1955 года в результате замены индокитайского пиастра на кип ат стал разменной денежной единицей Лаоса — 1⁄100 кипа.